# Afrykański pomór świń
Afrykański pomór świń (łac. pestis africana suum; ang. African swine fever, ASF) – wirusowa, posocznicowa choroba świń o przebiegu ostrym lub przewlekłym. Cechą charakterystyczną jest bardzo silna wybroczynowość i bardzo wysoka śmiertelność.

## Występowanie i historia rozprzestrzeniania

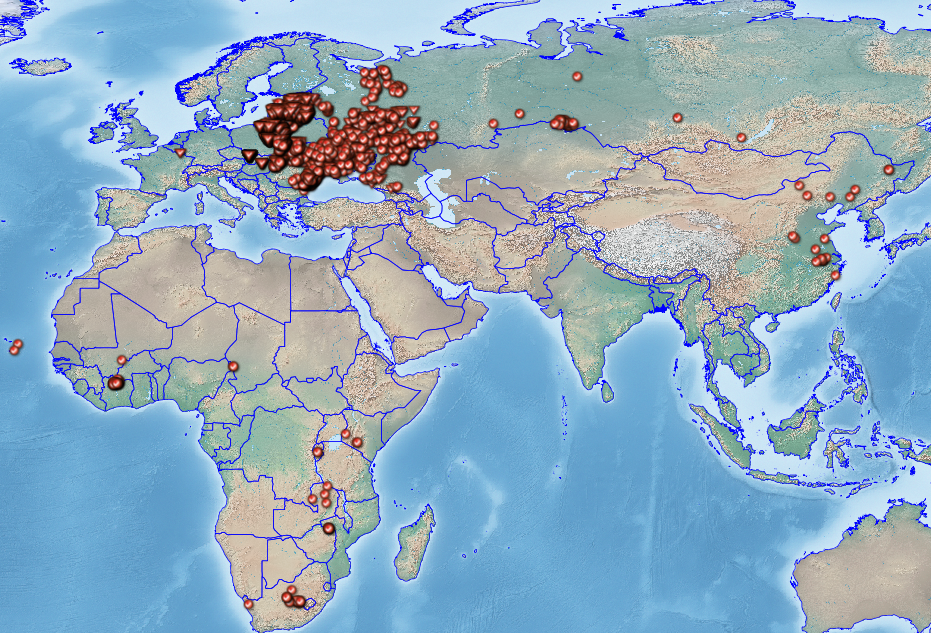
Występowanie afrykańskiego pomoru świń od 1 stycznia 2018 do 22 września 2018 roku. Kółka – świnie domowe, trójkąty – dziki.

Choroba wywodzi się z Afryki, gdzie występuje powszechnie w wielu państwach. Po raz pierwszy była obserwowana w Kenii w 1910 roku u świń, które miały kontakt z dzikimi afrykańskimi świniami. Do roku 1957 choroba ta dotyczyła tylko pewnych regionów Afryki. W roku 1957 po raz pierwszy wystąpiła w Europie w Portugalii, następnie w 1960 w Hiszpanii, 1964 we Francji, w 1967 roku we Włoszech. Najprawdopodobniej występowała również w innych państwach europejskich, lecz nie została rozpoznana.
Kolejne przypadki afrykańskiego pomoru świń pojawiły się w Europie dopiero w XXI wieku, najpierw w Gruzji, skąd wirus trafił do Rosji, gdzie był notowany od roku 2007.
Od czerwca 2013 roku zaczął być rejestrowany na Białorusi, następnie pojawił się na Litwie i Ukrainie.
W lutym 2014 wykryto w Polsce pierwsze przypadki ASF u padłych dzików, które prawdopodobnie przedostały się z Białorusi. Do 17 lipca 2015 wykryto 72 przypadki tego typu zarażeń u dzików w Polsce. Do końca 2015 roku wszystkie stwierdzone na terenie kraju przypadki ASF zlokalizowane były w pobliżu granicy z Białorusią na obszarze trzech powiatów – sokólskiego, białostockiego i hajnowskiego w województwie podlaskim. Jednak w 2016 roku choroba rozszerzyła się także na wschodnie części województwa mazowieckiego i północne lubelskiego. Na dzień 31 lipca 2018 roku choroba występowała w 4 województwach: podlaskim, lubelskim, mazowieckim i warmińsko-mazurskim. Do końca lipca 2018 roku w Polsce były 182 ogniska choroby (od dnia jej pojawienia się w 2014 roku), w tym 78 z nich wykryto tylko w roku 2018. W sierpniu 2018 r. wykryto kolejne 2 ogniska choroby. 183. ognisko, które wystąpiło w gminie Cieszanów, w powiecie lubaczowskim, było pierwszym ogniskiem ASF w województwie podkarpackim. W listopadzie 2019 w województwie lubuskim znaleziono 20 dzików z ASF. W grudniu 2019 roku kolejne ognisko afrykańskiego pomoru świń odkryto w wielkopolskim Wolsztynie. Nowe ognisko odkryto w kwietniu 2024 w woj. pomorskim.
1 sierpnia 2018 roku afrykański pomór świń został wykryty w prowincji Liaoning w północno-wschodnich Chinach, które są największym producentem mięsa wieprzowego na świecie. W gospodarstwie w którym pojawił się wirus, utrzymywano 383 świnie, z których 47 padło na skutek choroby. W związku z tym, że prowincja Liaoning została uznana za obszar zapowietrzony, ubojowi poddano łącznie 913 świń.

## Etiologia

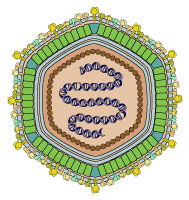
ASFV – diagram wirionu

Chorobę wywołuje wirus DNA – wirus afrykańskiego pomoru świń (ASFV) Asfivirus, należący do rodziny Asfarviridae. Obecnie jest to jedyny wirus należący do tej rodziny.
Ma kształt dwudziestościanu. Zewnętrzną częścią jest otoczka. Wirus afrykańskiego pomoru świń jest odporny na wysoką temperaturę, procesy gnilne, wędzenie, krótkotrwałe gotowanie, wysychanie, w mrożonym mięsie potrafi przetrwać nawet 1000 dni, w suszonym mięsie i tłuszczu 300, a w wędzonym 30 dni. Ponadto wirus przeżywa w kale zarażonych zwierząt 11 dni, w krwi 18 miesięcy.
Formalina w rozcieńczeniu 1% niszczy wirusa dopiero po 6 dniach. W temperaturze 56 °C ASFV przeżywa 70 minut, a w temperaturze 60 °C – 20 minut.
Uważa się, że następujące środki dezynfekcyjne są skuteczne przeciwko wirusowi: detergenty, podchloryn sodu, aldehyd glutarowy, środki zasadowe, rozpuszczalniki lipidowe oraz Virkon S (1:100).

## Źródła zakażenia i rezerwuar
Źródło zakażenia stanowią chore świnie domowe oraz dzikie.
Rezerwuarem choroby są dzikie świnie, dziki europejskie, guźce oraz kleszcze z rodzaju Ornithodorus (nie występujące w Europie), u których choroba może mieć przebieg latentny (utajony).

## Objawy
Okres inkubacji 5–9 dni.

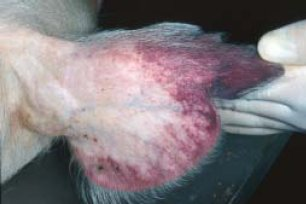
Zaczerwienienie uszu – jeden z powszechnych objawów u świń

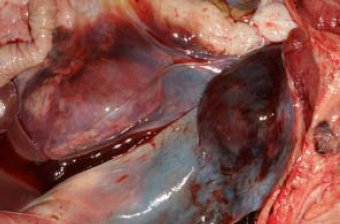
Obrzęk wokół nerek i krwawienie mięśni

Zakażenie dotyczy wszystkich grup wiekowych i obu płci w jednakowym stopniu.
Choroba najczęściej ma przebieg ostry. Rzadko przebiega bardzo ostro lub przewlekle. Zazwyczaj pierwszym objawem, który pojawia się po zakażeniu jest wysoka gorączka – do 41,5 °C.
Charakterystyczne objawy to brak apetytu, zapalenie spojówek, kaszel, pienisty wypływ z nosa, biegunka, wymioty. Mogą wystąpić drgawki. Śmiertelność prawie zawsze wynosi 100%, część dzików może przeżyć zakażenie, pozostając jednak nosicielami.
- Postać nadostra – występują nagłe padnięcia zwierząt jeszcze w okresie inkubacji choroby.
- Postać ostra.
- Postać przewlekła – może trwać nawet do 15 miesięcy. Objawami są: osłabienie, utrata apetytu, ataki gorączki, zaburzenia w poruszaniu się, utrata orientacji, ograniczony odruch ucieczki, problemy w oddychaniu, pienisty lub krwisty wypływ z nosa, zapalenie płuc, sinica skóry uszu, boków, brzucha, wybroczyny na skórze, które przechodzą w martwicę skóry, biegunka z domieszką krwi, wymioty, wyniszczenie.

## Zmiany anatomopatologiczne
Zmiany sekcyjne są podobne do klasycznego pomoru świń. Występuje bardzo silna wybroczynowość, zapalenie osierdzia, zapalenia płuc i stawów.

## Rozpoznanie
Rozpoznanie na podstawie objawów klinicznych jest trudne. W przypadku znalezienia zwierząt padłych (zarówno świń, jak i dzików) należy bezwzględnie zgłosić to Powiatowemu Lekarzowi Weterynarii, Policji, Straży Miejskiej, Straży Gminnej lub lokalnym organom administracji. Zwłok zwierzęcia nie należy dotykać ze względu na możliwość przeniesienia wirusa.
Rozpoznanie oparte jest na badaniach laboratoryjnych, które wykonywane są w Polsce obecnie w dwóch ośrodkach: Państwowym Instytucie Weterynaryjnym – Państwowym Instytucie Badawczym w Puławach oraz Państwowym Instytucie Weterynaryjnym – Państwowym Instytucie Badawczym w Zduńskiej Woli. Przygotowywane są również niektóre Zakłady Higieny Weterynaryjnej.
Do diagnostyki wykorzystuje się badania na wykrywanie obecności przeciwciał (pośrednia immunofluorescencja, ELISA, Immunobloting, test immunoperoksydazowy IPT) oraz testy wykrywające wirusa (ELISA, immunofluorescencja bezpośrednia, hemadsorbcja oraz PCR).

## Rozpoznanie różnicowe
W rozpoznaniu różnicowym należy uwzględnić klasyczny pomór świń i pasterelozę, pleuropneumonię, cirkowirozę (PCV2), salmonelozę, dyzenterię, różycę, grypę świń, streptokokozę, chorobę Aujeszkyego, pikornawirusowe zapalenie mózgu i rdzenia (choroba cieszyńska) oraz zatrucia.

## Leczenie i szczepienia
Choroby nie leczy się, ponieważ jest zwalczana z urzędu, ze względu na duże ryzyko jej rozprzestrzeniania się. Brak jest szczepionek przeciwko wirusowi ASF. Obecnie wiele laboratoriów na świecie pracuje nad wynalezieniem tej szczepionki.

## Zapobieganie
Uważa się, że najskuteczniejszą metodą zapobiegania jest stosowanie zasad bioasekuracji. Najwyższa Izba Kontroli stwierdziła jednak, że w 2017 r. 74% badanych gospodarstw nie posiadało niezbędnych zabezpieczeń zapobiegających rozprzestrzenianiu się choroby ASF u świń.
Duże znaczenie może mieć również redukcja pogłowia dzika euroazjatyckiego. W zapobieganiu rozprzestrzeniania się wirusa w środowisku naturalnym dużą rolę mogą odgrywać duże ssaki drapieżne, np. wilki.

## Zwalczanie

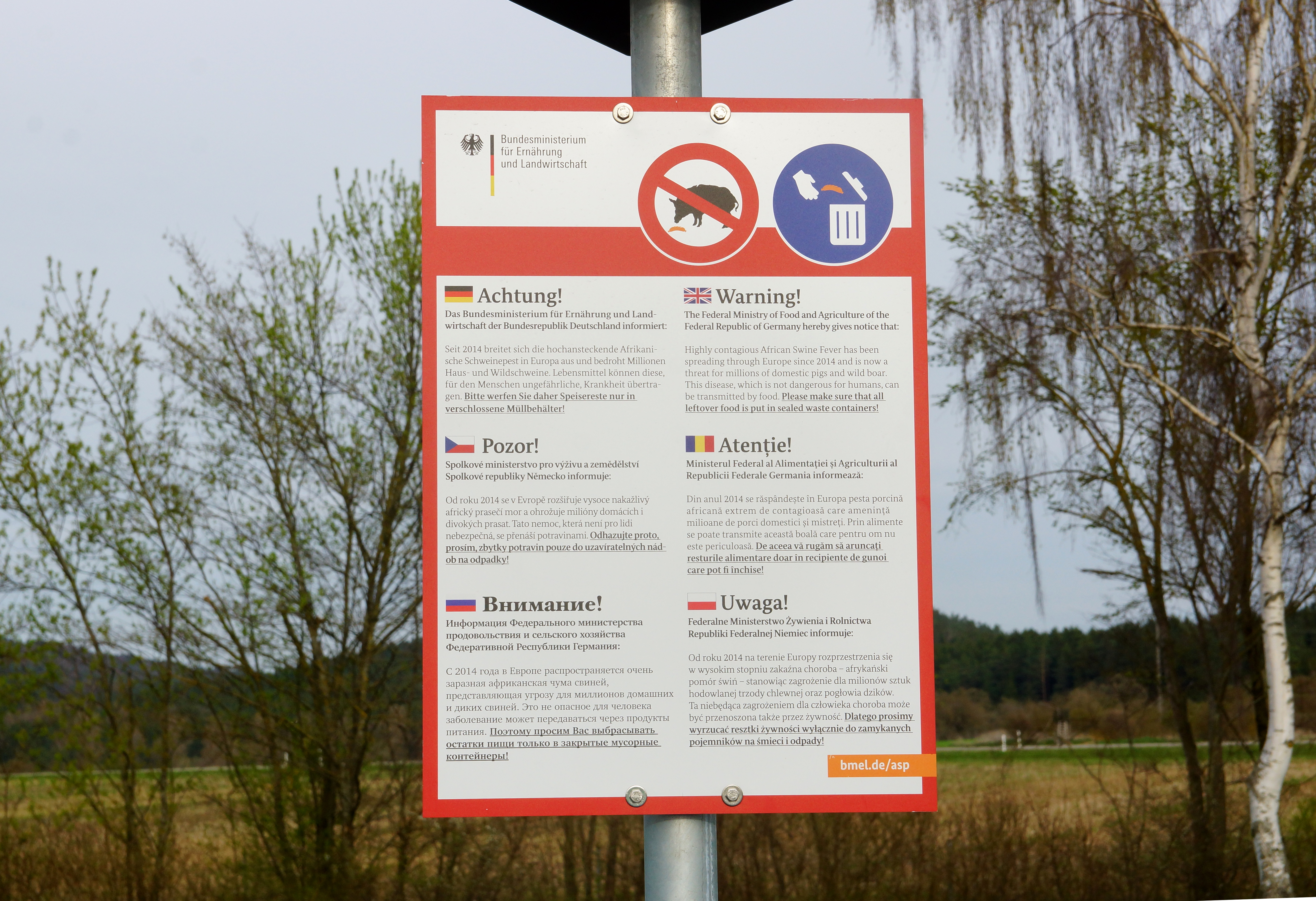
Tablica informacyjna niemieckiego Ministerstwa Żywienia i Rolnictwa, Badenia-Wirtembergia

Zwierzęta chore i podejrzane są zabijane. Do kraju wolnego od choroby obowiązuje bezwzględny zakaz wwozu świń, mięsa świeżego oraz mięsa mrożonego z krajów, w których występuje ta choroba.
W Polsce wyznaczono strefę z ograniczeniami weterynaryjnymi na terenie województw podlaskiego, warmińsko-mazurskiego, lubelskiego, wielkopolskiego i mazowieckiego. W całym kraju realizowany jest program bioasekuracji, którego celem jest walka z ASF poprzez zapobieganie wniknięciu choroby do stad zdrowych.

## Pojęcia
Ze względów proceduralnych wprowadzono następujące pojęcia dotyczące choroby:
- wystąpienie – notuje się wtedy, gdy choroba zostanie potwierdzona u dzika euroazjatyckiego,
- ognisko – notuje się wtedy, gdy choroba zostanie potwierdzona u świni domowej.